# Lista de denominações protestantes em Portugal

## Grupos protestantes históricos

### Luteranos
- Igreja Evangélica Luterana Portuguesa - IELP (Igreja irmã da IELB)
- Igreja Luterana de Portugal
- Igreja Evangélica Alemã em Portugal

### Anglicanos
- Igreja Lusitana Católica Apostólica Evangélica

### Congregacionais
- União das Igrejas Evangélicas Congregacionais Portuguesas

### Presbiterianos
- Igreja Evangélica Presbiteriana de Portugal
- Igreja Cristã Presbiteriana de Portugal
- Igreja da Escócia em Portugal

### Metodistas
- Igreja Evangélica Metodista Portuguesa
- Igreja do Nazareno
- Exército de Salvação
- Igreja Metodista Wesleyana
- Igreja Metodista Livre
- Aliança Cristã e Missionária

### Baptistas
- Convenção Baptista Portuguesa
- Igreja Baptista do Sétimo Dia
- Igreja Batista da Lagoinha

### Anabatistas
- Irmãos Menonitas em Portugal

## Grupos restauracionistas

### Restauracionistas
- Assembleia dos Irmãos
- Igreja de Cristo

### Restauracionistas sabatistas
- Igreja Adventista do Sétimo Dia
- Igreja Adventista do Sétimo Dia Movimento de Reforma
- Igreja de Deus do Sétimo Dia

## Grupos pentecostais

### Pentecostais
- Igreja Nova Apostólica
- Assembleia de Deus em Portugal
- Congregação Cristã em Portugal
- Igreja do Evangelho Quadrangular
- Igreja Cristã Maranata
- Igreja Pentecostal Deus é Amor
- Hillsong Portugal
- Igreja Videira
- Igreja de Deus
- Igreja Pentecostal Unida Portugal
- Acção Bíblica Portugal
- Surf Church

### Neopentecostais
- Igreja Universal do Reino de Deus
- Igreja Maná
- Renascer em Cristo
- Igreja Internacional da Graça de Deus
- Comunidade Evangélica Sara Nossa Terra
- Igreja Mundial do Poder de Deus
- Igreja Nacional do Senhor Jesus Cristo
- Missão Cristã Internacional
- Igreja Apostólica Fonte da Vida
- Igreja Bola de Neve